# XMobots Arator 5A
Die Xmobots Arator 5A ist ein unbemanntes Luftfahrzeug des brasilianischen Herstellers XMobots.

## Konstruktion
Die Arator 5A ist eine kleine Drohne in freitragender Nurflügelkonfiguration. An den Tragflächenenden befinden sich Winglets, welche nach unten weisen, um die Stabilität im Flug zu erhöhen. Das UAV verfügt über kein Fahrwerk und muss dadurch von Hand gestartet werden. Die Landung erfolgt an einem Fallschirm. Ein Elektromotor mit 500 Watt treibt einen Druckpropeller an und ermöglicht eine Flugzeit von 60 Minuten.

## Technische Daten
| Kenngröße             | Daten                                            |
| --------------------- | ------------------------------------------------ |
| Länge                 | 0,67 m                                           |
| Spannweite            | 1,2 m                                            |
| Höhe                  | 0,19 m                                           |
| Flügelfläche          | m²                                               |
| max. Startmasse       | 3,3 kg                                           |
| Reisegeschwindigkeit  | 58 km/h                                          |
| Höchstgeschwindigkeit | ?                                                |
| Dienstgipfelhöhe      | 3000 m                                           |
| Reichweite            | 60 Minuten                                       |
| Triebwerke            | 1 × Hacker-A30-14-L-V3-Elektromotor mit 500 Watt |